# Kilpani
Kilpani (auch: Khillpani) ist eine Ortschaft im Departamento Potosí im Hochland des südamerikanischen Andenstaates Bolivien.

## Lage im Nahraum
Kilpani liegt in der Provinz Antonio Quijarro und ist zentraler Ort im Kanton Kilpani im Municipio Tomave. Die Ortschaft liegt auf einer Höhe von 3975 m am Río Yura, der flussabwärts in den Río Tacora mündet und sich als Río Tumusla mit dem Río San Juan del Oro zum Río Camblaya vereinigt.

## Geographie
Kilpani liegt auf dem Altiplano im zentralen Bolivien zwischen der Cordillera de Chichas im Südwesten und der Cordillera Central im Nordosten. Das Klima der Region ist ein typisches Tageszeitenklima, bei dem die mittleren Temperaturschwankungen im Tagesverlauf deutlicher ausfallen als im Verlauf der Jahreszeiten.
Die Jahresdurchschnittstemperatur der Region liegt bei etwa 11 °C (siehe Klimadiagramm Potosí), die monatlichen Durchschnittswerte schwanken zwischen 8 °C im Juni/Juli und gut 13 °C von November bis März. Der Jahresniederschlag beträgt nur etwa 350 mm, bei einer ausgeprägten Trockenzeit von April bis Oktober, mit Monatsniederschlägen zwischen 0 und 15 mm, und einer kurzen Regenzeit von Dezember bis Februar mit Monatsniederschlägen von gut 70 mm.

## Verkehrsnetz
Kilpani liegt in einer Entfernung von 110 Straßenkilometern südwestlich von Potosí, der Hauptstadt des Departamentos.
Von Potosí aus führt die Nationalstraße Ruta 5 (früher: 701) über die Stadt Porco nach Chaquilla und weiter über Yura, Ticatica und Pulacayo nach Uyuni am Salzsee Salar de Uyuni. In Chaquilla zweigt eine Nebenstraße in westlicher Richtung von der Ruta 5 ab und erreicht nach elf Kilometern Tacora. Von dort aus führt eine Nebenstraße fünf Kilometer nach Süden und erreicht nach weiteren drei Kilometern in westlicher Richtung Cuchagua. Die unbefestigte Straße folgt dem Río Yura flussaufwärts zu dem 21 Kilometer entfernten Kilpani.

## Bevölkerung
Die Einwohnerzahl der Ortschaft ist in dem Jahrzehnt zwischen den beiden letzten Volkszählungen um etwa ein Siebtel zurückgegangen:
| Jahr | Einwohner         | Quelle       |
| ---- | ----------------- | ------------ |
| 1992 | keine Detaildaten | Volkszählung |
| 2001 | 222               | Volkszählung |
| 2012 | 191               | Volkszählung |
| 2024 |                   | Volkszählung |

Die Region weist einen hohen Anteil an Quechua-Bevölkerung auf, im Municipio Porco sprechen 84,0 Prozent der Bevölkerung Quechua.